# Maria d'Oignies
Marie d'Oignies (Nivelles, Bèlgica, 1177 - Oignies, 23 de juny de 1213) fou una beguina, una mística del Brabant Való. És venerada com a beata per l'Església catòlica, amb culte local a Bèlgica.
Ella, com altres beguines dels Països Baixos, s'anticipà força anys a la renovació espiritual de la devoció catòlica que es produiria més endavant amb el moviment franciscà.

## Biografia
Nasqué en una família burgesa de Nivelles i ja de molt jove volgué consagrar-se a la vida religiosa. Malgrat això, els seus pares la van casar als catorze anys amb un jove, Jean, també de Nivelles. Després d'un temps de matrimoni, tots dos decidiren de renunciar a la vida conjugal i mundana i lliurar-se a la castedat, la pobresa i les obres de misericòrdia, fent vida religiosa sense fer vots. Tot i que les dues famílies s'hi oposaren, s'instal·laren a l'hospital de leprosos de Willambroux, on passaren anys ajudant i atenent els malalts.
La personalitat de Maria atreia molts visitants que li demanaven consells espirituals i oracions. A més, se li atribuïen guariments miraculosos de malalts. Aquesta fama va fer que se sentís molesta i, volent passar desapercebuda, marxà amb el seu marit, cap al 1207, a una comunitat de religioses beguines prop d'un monestir de canonges agustins d'Oignies (poblet del municipi d'Aiseau-Presles, prop de Charleroi). La seva fama de santedat, però, continuava fent que la gent volgués veure-la i parlar-hi.
El 1208 la visità el teòleg i més tard cardenal Jacques de Vitry, que, seduït per la personalitat de la dona, va renunciar a la seva carrera a París i s'instal·là a Oignies, on esdevingué confessor i deixeble de la beguina. Restaria amb ella fins a la seva mort, el 23 de juny de 1213, després d'una penosa malaltia, amb només 36 anys. Serà ell qui escriurà el que Maria li explicava en les seves converses. A instància de Folquet de Marsella, bisbe de Tolosa, que també la vistià, va escriure la Vie de Marie d'Oignies, principal font d'informació vàlida sobre la beata.

## Veneració
Se la considera la primera beguina perquè entorn d'ella es va constituir la primera comunitat beguinal documentada històricament.
El 1226 o 1228, les restes de Maria d'Oignies foren exhumades i col·locades en un sarcòfag a l'església del priorat d'Oignies. El 1609, el bisbe de Namur François Buisseret, les va fer traslladar de nou. Les restes foren repartides en tres reliquiaris de l'argenter Henri Libert, avui conservats a l'església de Saint-Nicolas de Nivelles, a Falisolle i a Aiseau.